# Museu da Educação e do Brinquedo
O Museu da Educação e do Brinquedo (MEB), localizado na Faculdade de Educação da Universidade de São Paulo (FEUSP) na zona oeste da capital, foi criado em 1999. O acervo do museu reúne itens que são datados do início do século XX. Surge a partir de doações feitas para o Laboratório de Brinquedos e Materiais Pedagógicos (Labrimp) da FEUSP de brinquedos, jogos, materiais pedagógicos e um acervo fotográfico, que possui valor histórico, das primeiras instituições de educação infantil na cidade de São Paulo. Instalou-se na Faculdade de Educação através do financiamento da Fundação de Amparo à Pesquisa do Estado de São Paulo (FAPESP).

## História
O MEB está localizado em uma sala de 56 m² dentro do prédio da Faculdade de Educação. Foi fundado em 1999 e é fruto de doações de artefatos lúdicos, como brinquedos, jogos e materiais pedagógicos. Não existe um registro sistematizado de sua história, devido ao modo como foi constituído. Logo, a tradição oral narra os acontecimentos do museu. As principais protagonistas desse processo foram Ruth Elisabeth de Martin, educadora do Labrimp, e Tizuko Morchida Kishimoto, ex-coordenadora do museu e professora da FEUSP.
O museu surgiu a partir do Laboratório de Brinquedos e Materiais Pedagógicos (Labrimp), que se comprometeu a criar o "Museu da Criança", como foi inicialmente denominado, em uma congregação da FEUSP em 28 de fevereiro de 1985. Começou a se organizar a partir de doações de brinquedos artesanais e antigos, materiais pedagógicos provenientes do acervo de jogos educativos existentes na Faculdade de Educação e fotografias das primeiras instituições de educação infantil na cidade de São Paulo.
 

Alice Meirelles Reis, ex-professora do Colégio Caetano de Campos, também fez uma doação importante para a formação do museu. Doou um acervo que continha fotos das décadas de 20 e 40 do primeiro jardim de infância público, criado em 1896 e instalado em 1897 na Escola Normal de São Paulo.  Para confirmar a doação, Alice Meirelles Reis fez um acordo com Tizuko Morchida Kishimoto visando a criação de um museu para abrigar as fotos.

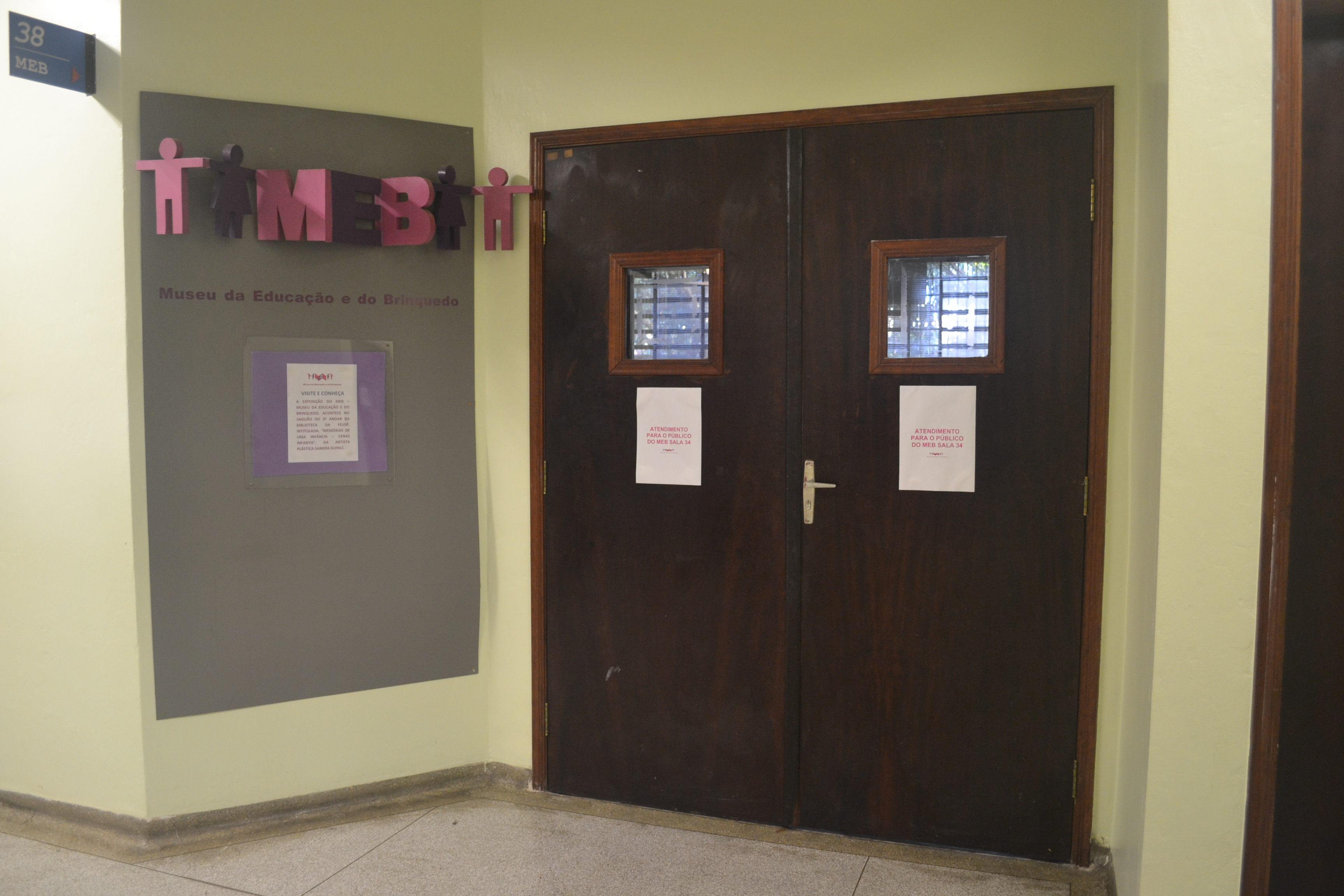
Entrada do Museu da Educação e do Brinquedo na Faculdade de Educação da Universidade de São Paulo (FEUSP).

Em 10 de abril de 1988, foi aberto ao público o Museu do Brinquedo e do Material Pedagógico também chamado de Museu do Labrimp. Apenas em 20 de agosto de 1999 o museu passou a se chamar Museu da Educação e do Brinquedo. Teve sua inauguração oficial e passou a fazer parte da FEUSP, usufruindo de uma estrutura mais adequada, pois dispunha de uma sala própria com vitrines. Essa nova organização tornou-se possível a partir do financiamento da Fundação de Amparo à Pesquisa do Estado de São Paulo (FAPESP). O museu está localizado nesse mesmo lugar até os dias atuais. Mesmo tendo um espaço próprio para o seu funcionamento, o MEB continuou dependendo do Labrimp para o armazenamento de documentos, pois não existia espaço suficiente dentro do recinto.
Logo após a inauguração, o museu não tinha um grande número de visitantes. As visitas deveriam ser agendadas e eram guiadas e restrita a certos horários. Por esse motivo, o papel do Labrimp foi fundamental para a consolidação do MEB. Educadores, alunos de magistério, graduação e pós-graduação que visitavam, pesquisavam e consultavam o Laboratório de Brinquedos e Materiais Pedagógicos, também eram incentivados a visitar o Museu da Educação e do Brinquedo. Os estudantes que cursavam a disciplina Brinquedos e Brincadeiras na Educação Pré-Escolar com a Professora Doutora Tizuko Morchida Kishimoto na FEUSP também recebiam o incentivo à visitação. O museu também ficou conhecido através do estímulo dos professores aos alunos da Faculdade de Educação, para que eles estudassem temáticas ligadas ao MEB.
A partir dos anos 2000, o Museu da Educação e do Brinquedo contou com o auxílio de um programa de bolsas do Programa Bolsa de Trabalho, que contava com dois alunos responsáveis pelo museu, flexibilizando o horário de funcionamento e dispensando o agendamento prévio. O que o tornava mais atrativo ao público. Entretanto, esses mesmos alunos deveriam se responsabilizar pela brinquedoteca do Labrimp. Por isso, o crescimento e o desenvolvimento do Laboratório de Brinquedos e Materiais Pedagógicos está intimamente ligado ao do MEB.
O museu encontrou algumas dificuldades. Por depender do Laboratório de Brinquedos e Materiais Pedagógicos, o Museu da educação e do Brinquedo não pôde consolidar uma imagem institucional própria. Além disso, o acervo era mal articulado, fazendo com que os itens parecessem ser colocados de forma aleatória .

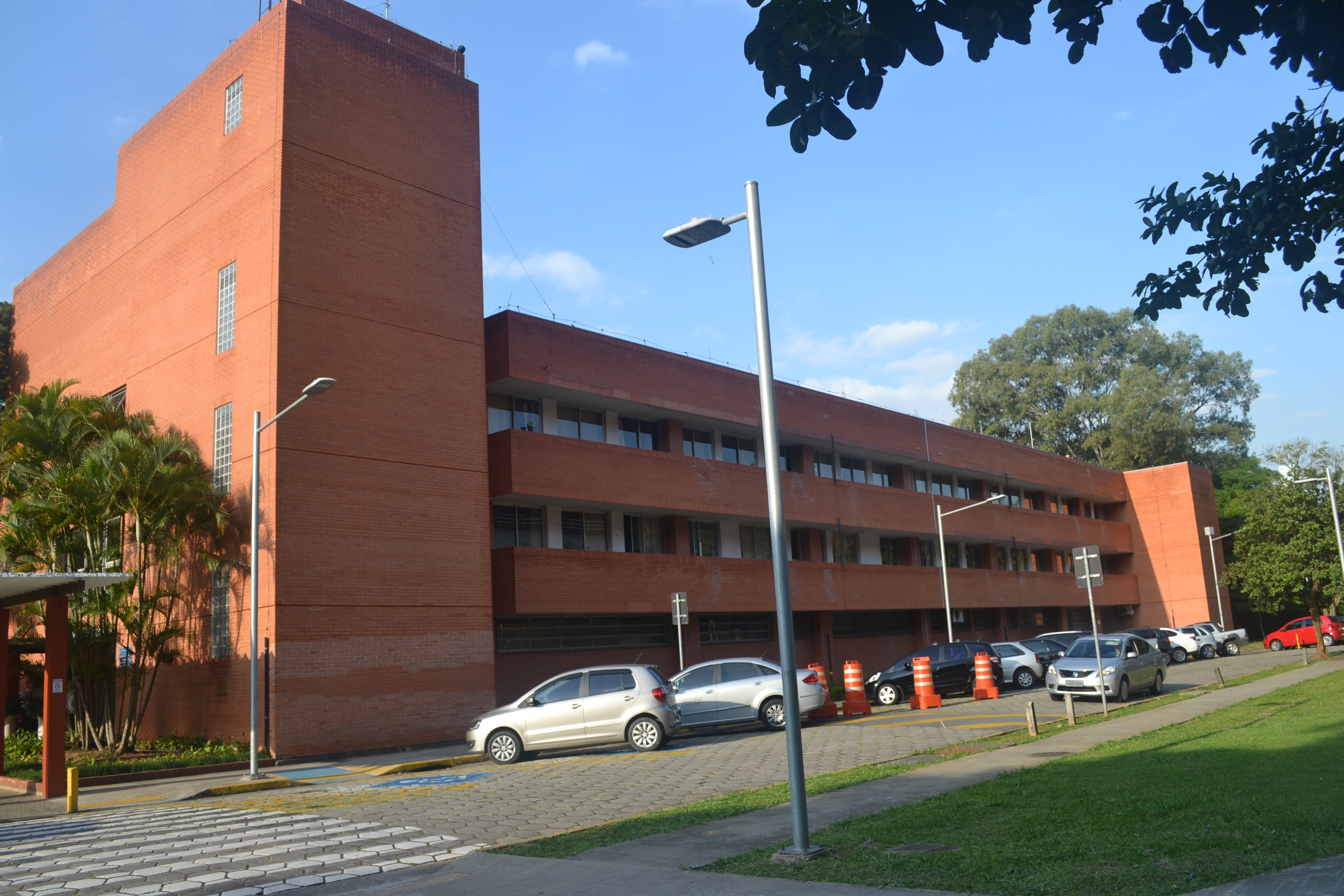
Prédio da Faculdade de Educação da Universidade de São Paulo (FEUSP).

Jany Elizabeth Pereira é mestre em Educação e professora da FEUSP e assumiu como educadora responsável pelo MEB em 2003. Ela levou o museu para participar da "Semana da Educação de 2003" e contou com uma equipe de estagiários da Pedagogia da Faculdade de Educação. Esse fato contribuiu para a construção da identidade do museu. Jany Elizabeth Pereira articulou o acervo do MEB de modo que ele contasse uma história e fosse lúdico. Cada vitrine possuía uma temática própria. Além disso, resgatou as visitas monitoradas, por elas ajudarem a transmitir informações e curiosidades sobre o acervo aos visitantes.
A professora teve um papel importante para o museu, pois foi a primeira a sistematizar o acervo, o modo de receber os visitantes e as visitas monitoradas, tornando-o mais acessível ao público, e, principalmente, às crianças.

## Acervo

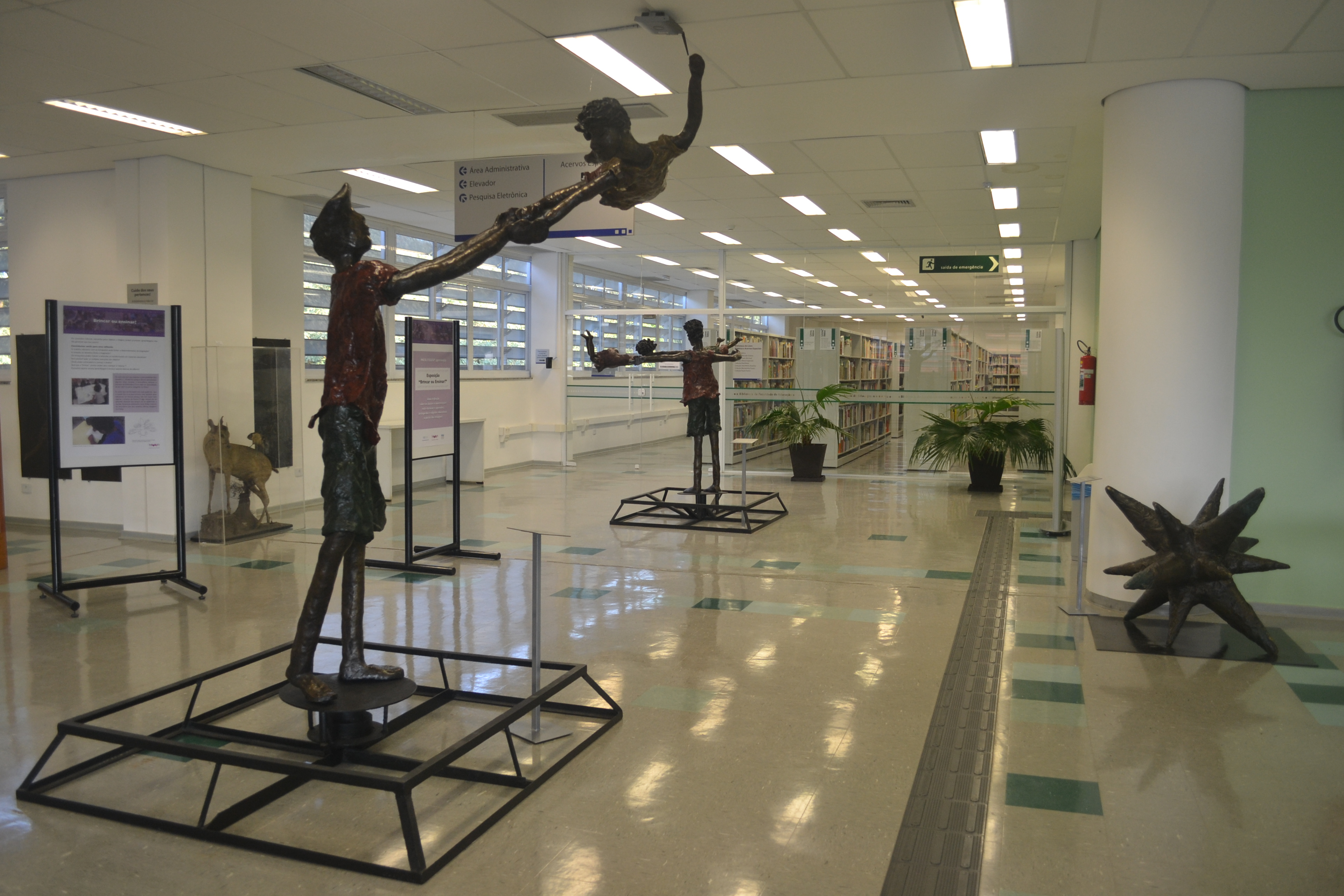
Exposição "Cenas Infantis" da artista Sandra Guinle na biblioteca da Faculdade de Educação da Universidade de São Paulo.

Mesmo após a divulgação da inauguração em jornais, revistas e na televisão em 1999, o museu ainda não estava disponível para visitações. Sua sala de exposições continuava fechada e só era possível visitá-lo somente com um agendamento.
A exibição do acervo de brinquedos é a base das atividades realizadas no MEB. De 2003 a 2005, o Museu da educação e do Brinquedo apresentou a exposição "O brinquedo e o brincar: possibilidades na conscientização de crianças e de educadores sobre seu papel no desenvolvimento humano e social". Tinha como objetivo principal levar os visitantes a um pensamento crítico-social e pedagógico sobre conceitos de raça, gênero e condição social através de brinquedos. As exposições são abertas a todos os públicos, mas essa estava, principalmente, direcionada a professores de crianças e adolescentes e as próprias crianças e adolescentes.Nessa mesma época, em 2003, foi planejada uma monitoria para aprofundar os conteúdos oferecidos na exposição. A equipe focou numa forma de visitação que conseguisse dialogar com as crianças. O método utilizado foi o de conversar com elas antes de entrar no museu, para um melhor aproveitamento do diálogo, sobre o conceito abordado. Depois, discutir sobre o acervo com o propósito de saber o que elas entendem por brinquedo antigo, velho e moderno e, após essas conversas, entrar no espaço para conhecer a exposição. Finalizada a visita, as monitoras do MEB contavam um pouco de curiosidades sobre o patrimônio do museu e ensinavam as crianças a brincar com os brinquedos expostos.

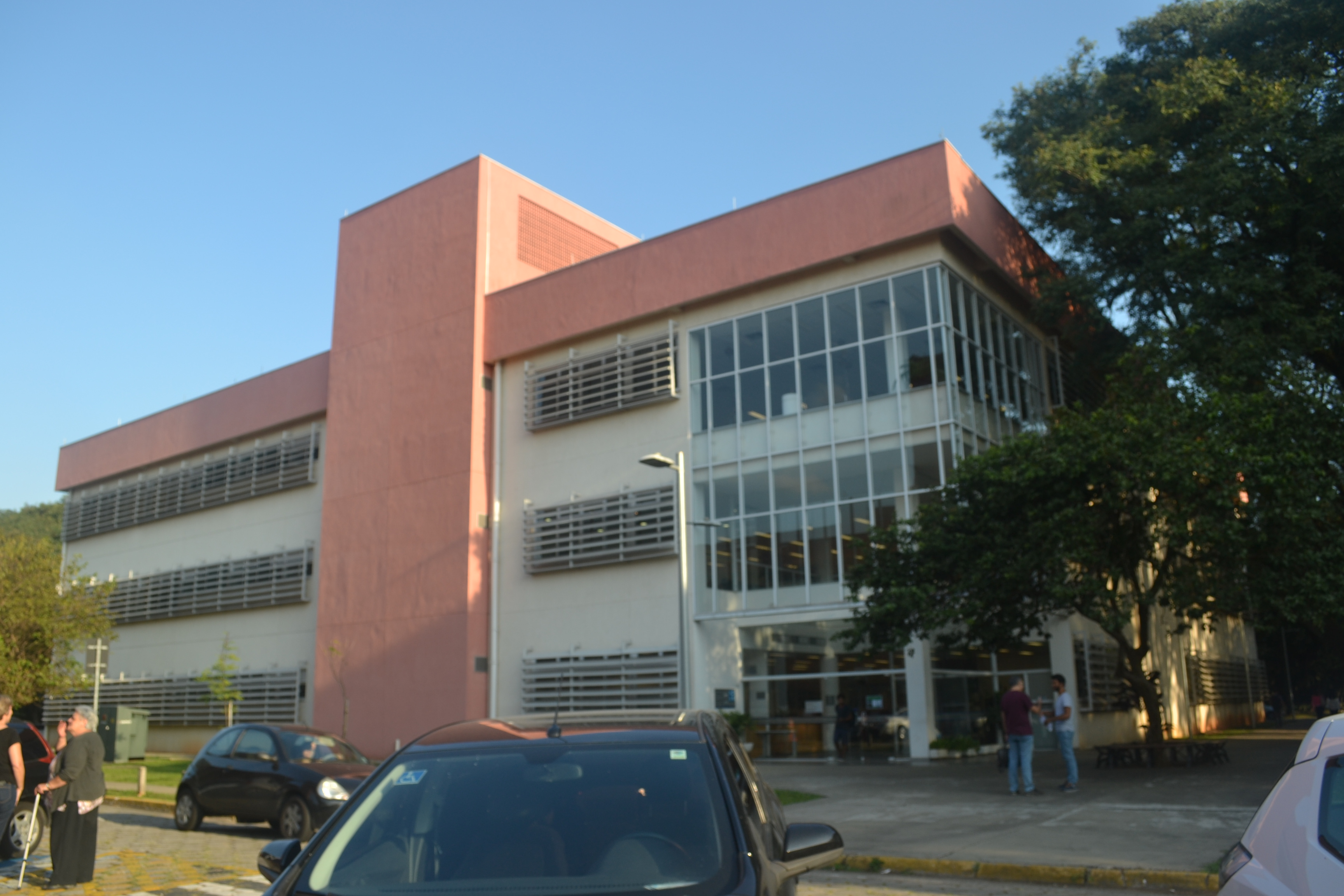
Biblioteca da Faculdade de Educação da USP onde está a exposição "Cenas Infantis" de Sandra Guinle.

Existiu um outro projeto em 2004 chamado "Brinquedos e brincadeiras de povos indígenas: alguns aspectos culturais" desenvolvido pelo Museu da Educação e do Brinquedo, que tinha como público alvo crianças de 1ª e 2ª série do Centro de Convivência Infantil. Ele visava proporcionar um maior contato com a cultura indígena através de brinquedos e brincadeiras.
Uma das recentes exposições do museu, 2012, foi intitulada "Cenas Infantis e Brinquedos da Infância", abrangendo as esculturas lúdicas de brincadeiras infantis feitas em bronze, da artista plástica Sandra Guinle. Além dela, houve a exposição "Brinquedos da Infância", trazendo itens de meninos e meninas que hoje fazem parte da comunidade FEUSP.
Atualmente o museu ainda conta com a exposição "Cenas Infantis e Brinquedos da Infância" e "Brincar ou Ensinar" feita por estagiários do curso de Pedagogia da Faculdade de Educação da Universidade de São Paulo. Ambas estão na biblioteca da FEUSP e são abertas ao público.
Resultado de inúmeras doações, o acervo é formado por brinquedos industriais e artesanais, de diferentes matérias e épocas. Ao todo a coleção conta com 555 peças (bonecas, carrinhos, acessórios para cozinha, jogos, casinhas de bonecas, brinquedos musicais e eletrônicos), 128 brinquedos artesanais, 98 livros infantis e didáticos, 200 registros fotográficos das primeiras pré-escolas paulistas e três mil jogos do Brasil e de outros países.

## Projetos do MEB
A missão do museu é, por meio de ações de formação para educadores, ressaltar a memória do ato de brincar e das brincadeiras tradicionais através do acervo existente.
Alguns projetos foram se desenvolvendo no MEB, entre eles, oportunidades para alunos participarem de estágios semestrais sobre o plano de composição do museu, formação inicial e contínua de educadores, atividades proporcionadas pelas visitas monitoradas e oferecimento de Oficinas Lúdicas.
Devido a esses projetos, o MEB e o Labrimp passaram a ter necessidades como: análise, testagem, confecção de brinquedos e brincadeiras; atendimento especializado à comunidade e a realização de várias atividades lúdicas, pedagógicas e terapêuticas; catalogação, demonstração, arquivamento e divulgação de fundamentações teóricas; estágios para alunos de pedagogia e oficinas para professores de escolas públicas.

## Galeria

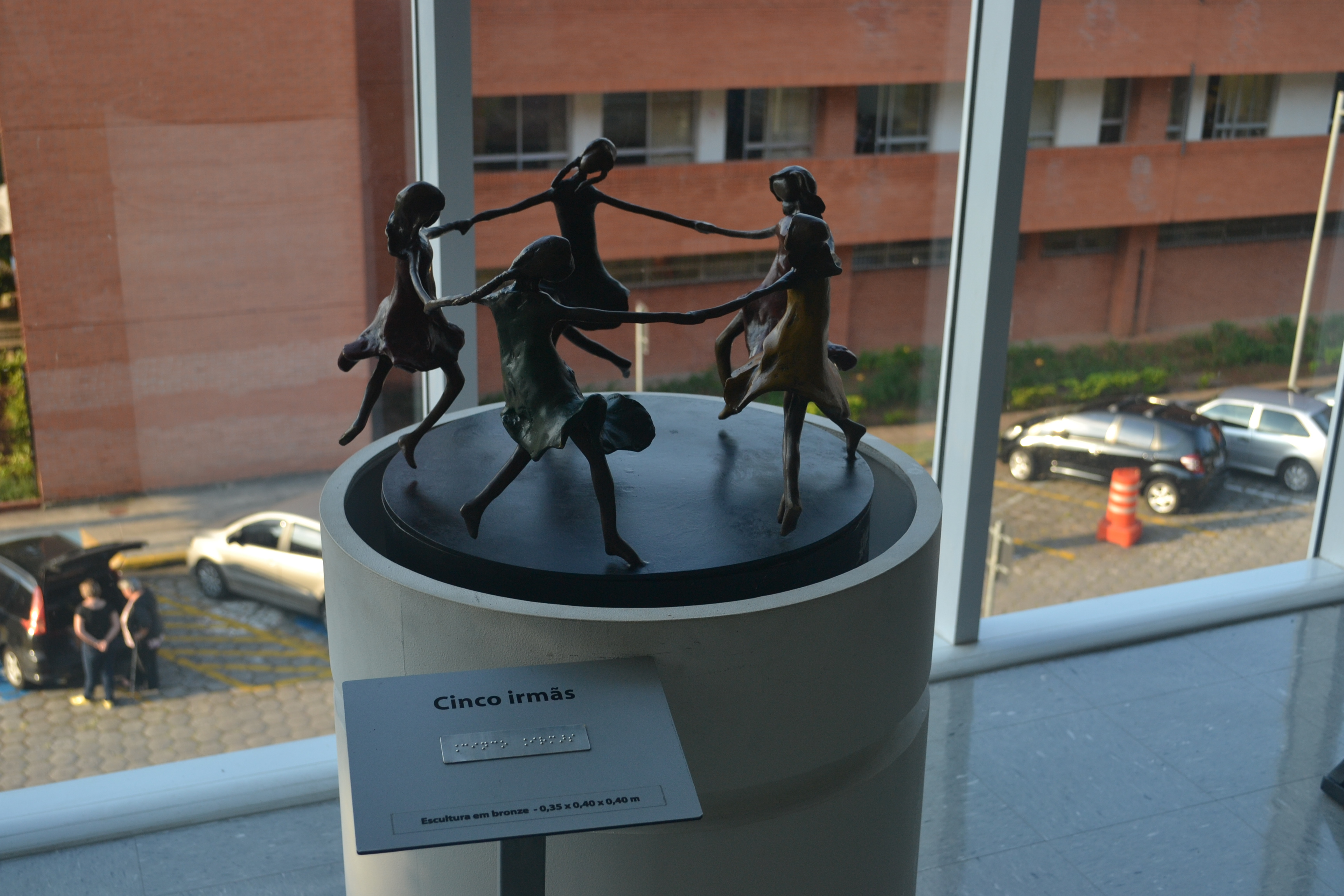
Escultura "Cinco Irmãs" da exposição "Memórias de uma infância - cenas infantis" de Sandra Guinle
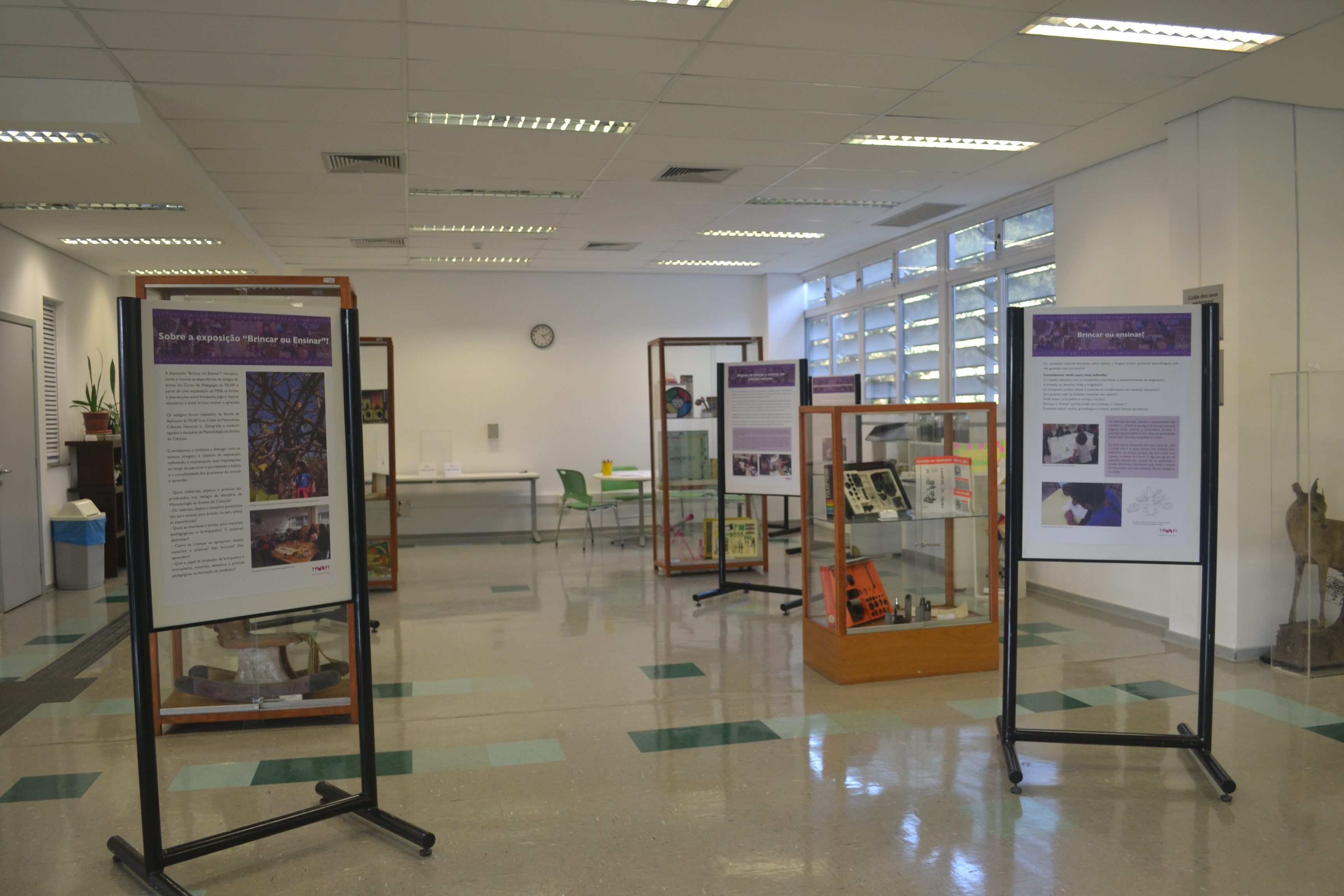
Exposição "Brincar ou Ensinar" de estágio das alunas do Curso de Pedagogia da Faculdade de Educação da Universidade de São Paulo
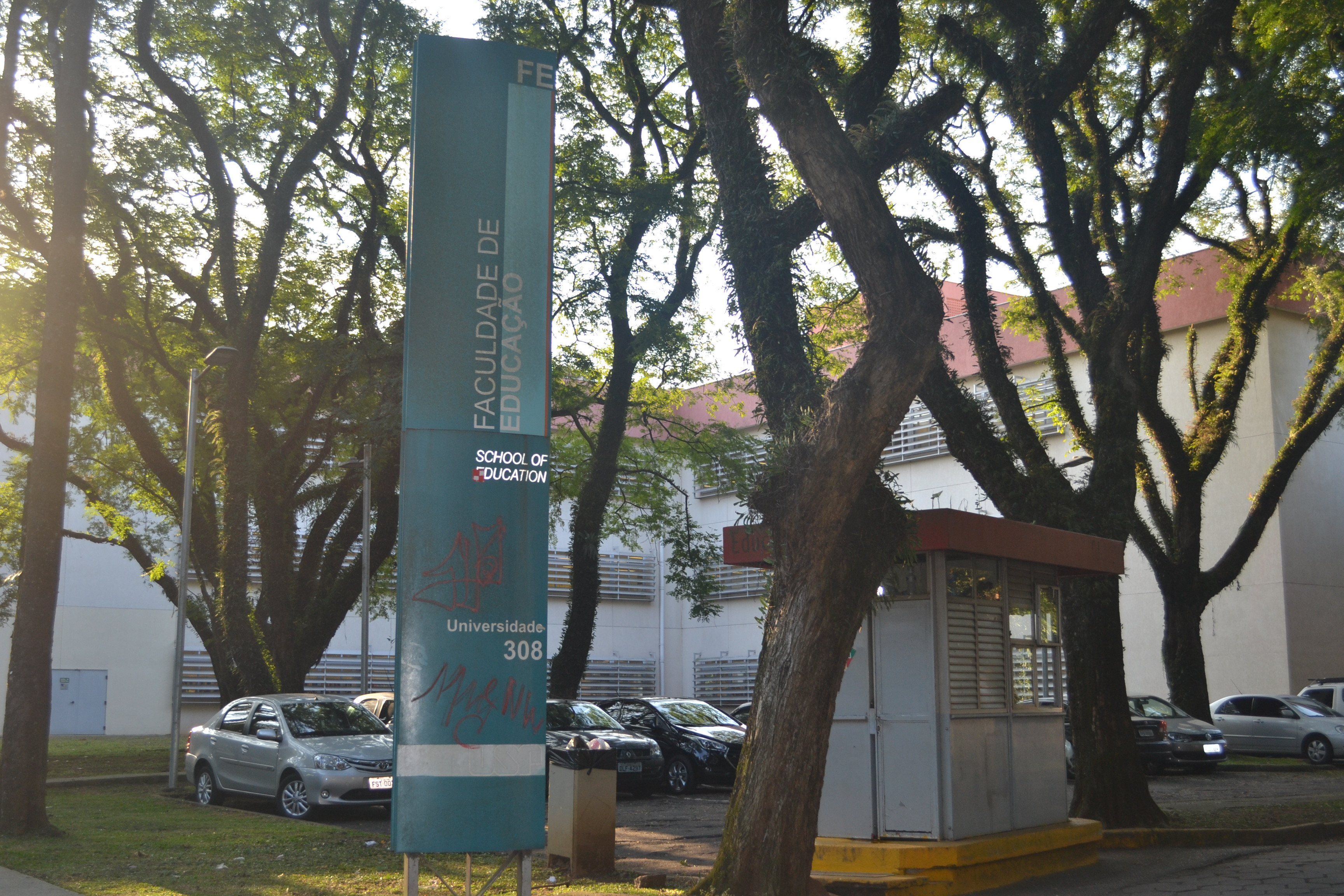
Entrada da Faculdade de Educação da USP
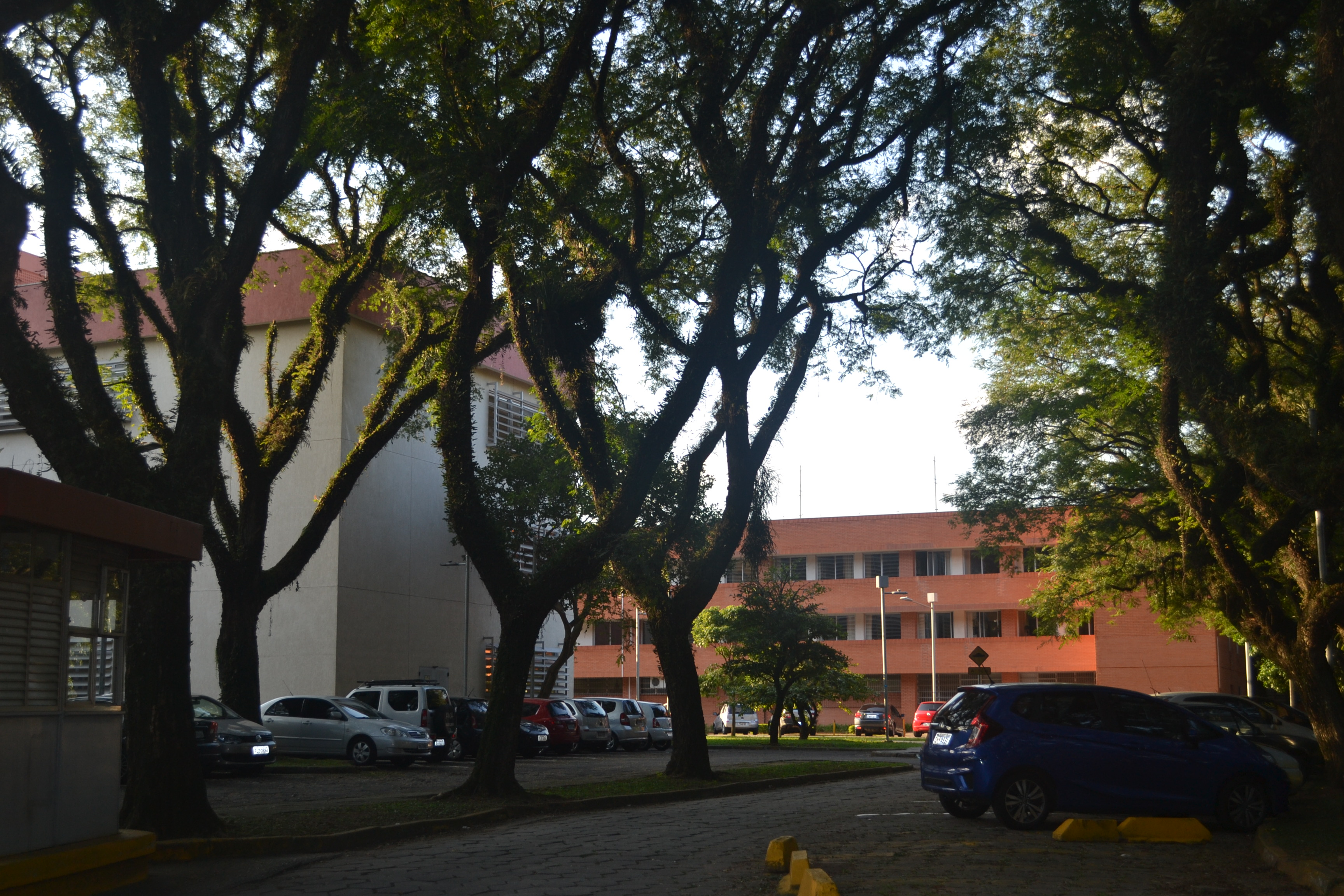
Vista lateral da biblioteca da Faculdade de Educação da USP e o prédio da Faculdade de Educação da USP ao fundo
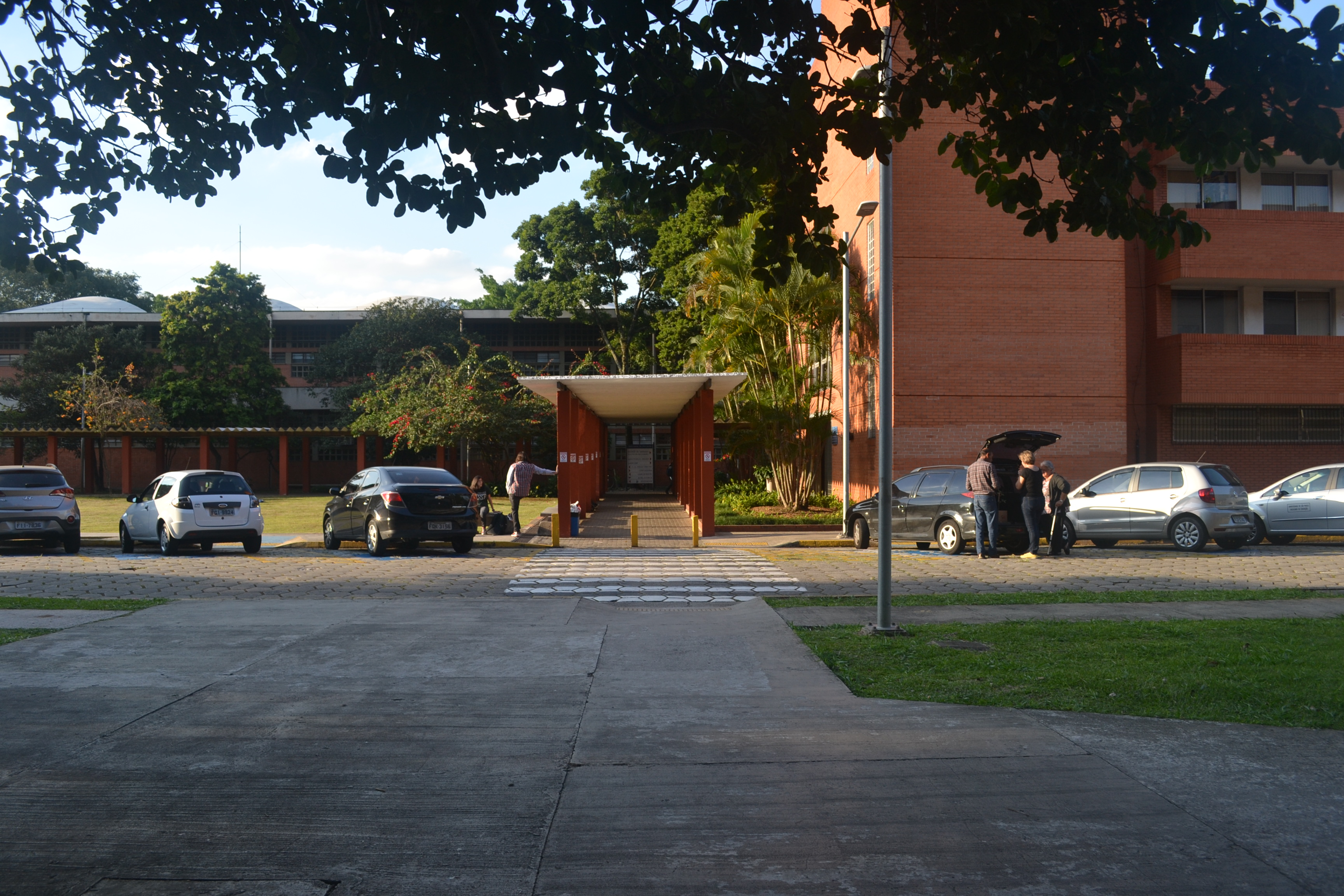
Entrada da Faculdade de Educação da USP
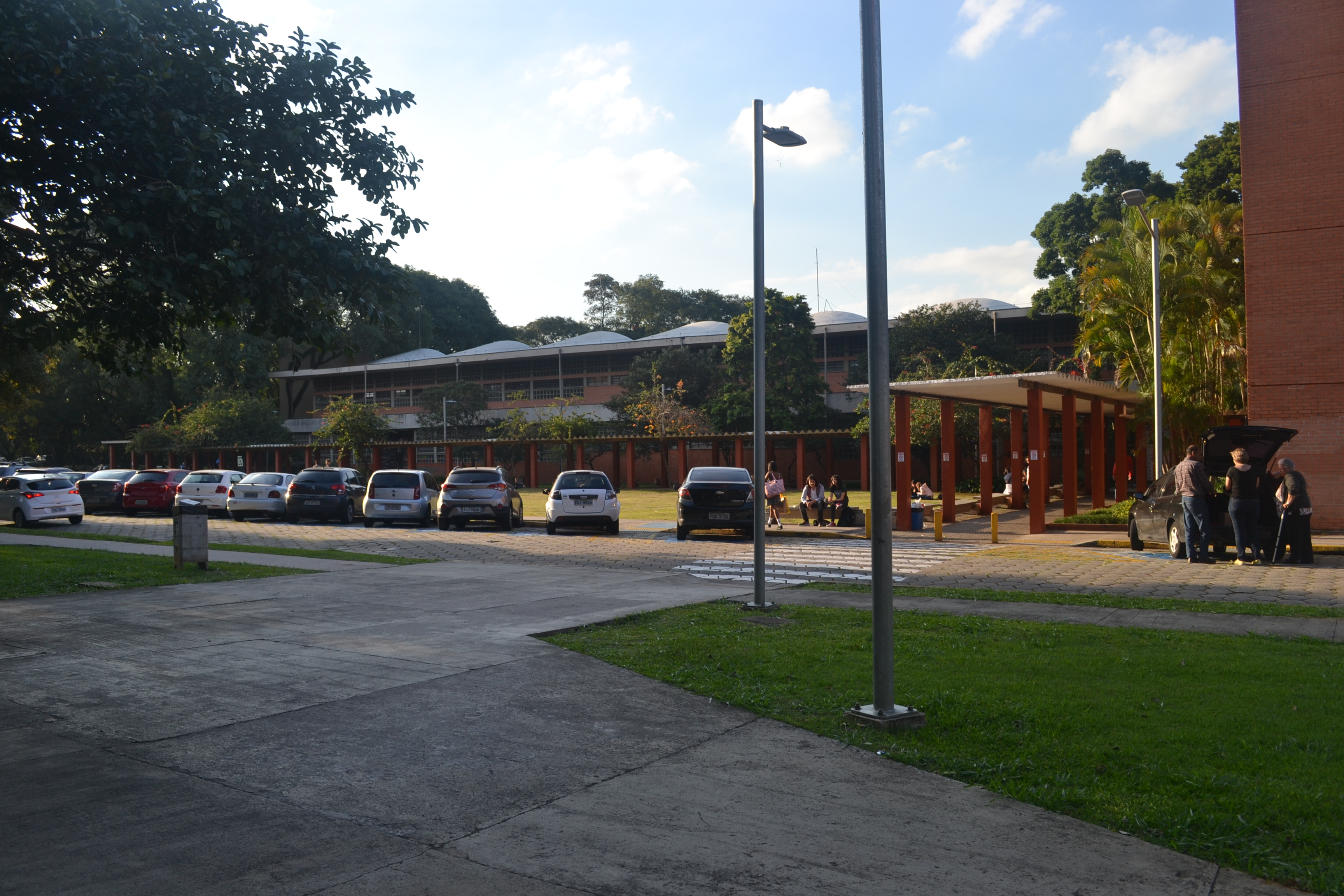
Jardim e prédio da Faculdade de Educação da USP